# Sport en Charente-Maritime

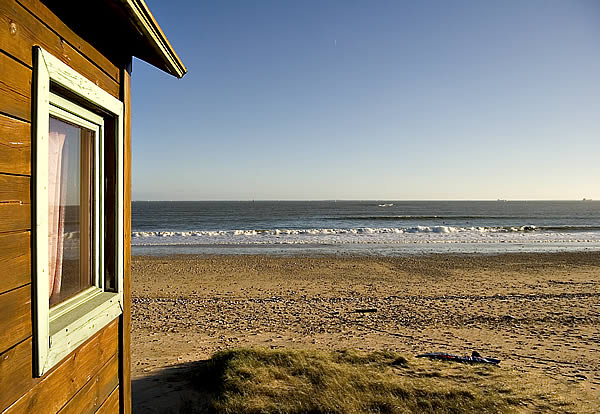
Spot de surf "poste de secours" Rivedoux-Plage - Île de Ré - Charente-Maritime - France

## Infrastructures sportives
Les équipements sportifs sont particulièrement nombreux et modernes dans les villes et chefs-lieux de canton qui se sont dotés d'infrastructures modernes où évoluent un grand nombre de clubs.
Toutefois, le fait que le nombre de clubs professionnels dans le département soit peu élevé se répercute sur le petit nombre d'infrastructures de grande envergure. 

### Les stades
- Stade Marcel-Deflandre (16 700 places): Stade Rochelais (Top 14)

### Les salles
- Salle Gaston Neveur (1700 places): Stade Rochelais Basket (Betclic élite)
- Gymnase du Grand Coudret (1800 places): Union Sportive de Saintes Handball (Proligue 2025-2026)
- Espace Cordouan (1500 places): Royan Atlantique Volleyball (Ligue B)

### Autres lieux

#### Circuit automobile
- Circuit de Haute Saintonge

#### Circuit de motocross
- Circuit du Puy de Poursay à Mazeray à proximité de Saint-Jean-d'Angély (Motocross des nations et Grand prix de France)

#### Hippodromes
- Hippodrome de Royan-La Palmyre
- Hippodrome de Châtelaillon-Plage

## Équipes sportives

### Par discipline sportive
- Baseball
  - Division 1: Baseball Club La Rochelle Boucaniers
- Basket-ball
  - Betclic élite: Stade rochelais Basket
- Football (Ligue de football Nouvelle-Aquitaine) 
  - Division d’honneur - DH - (division 6) : Entente sportive La Rochelle, Royan Vaux AFC, Aytré Esa.
  - Division d'honneur régionale - DHR - (7) : Entente sportive La Rochelle 2, Perigny FC, Sporting Club angérien, Rochefort Football Club, AS Cozes.
  - Promotion d'honneur - PH - (8) : Matha Avenir, Pons US, ALFC Fontcouverte, AS Réthaise, Cap Aunis ASPTT FC
  - Autres clubs : Entente sportive saintaise football en promotion de ligue (division 9).
- Handball
  - Nationale 1: US Saintes HB (3ème division)
  - Nationale 2 féminine: Aunis Handball La Rochelle-Périgny (4ème division)
- Rugby à XV
  - Top 14: Stade rochelais
  - Fédérale 2 : SA Rochefort, SC surgérien, RC Puilboreau
  - Fédérale 3 : Royan Saujon Rugby, US Saintes Rugby
- Sport automobile
  - SG Formula
- Volley-ball
  - Ligue B Masculine: Royan Atlantique Volleyball
- Water-polo
  - Nautic Club angérien

## Sportifs et sportives
- Athlétisme :
  - Colette Besson
- BMX :
  - Joris Daudet
  - Jean-Christophe Tricard
- Cyclisme :
  - Pierre Beuffeuil (vainqueur de deux étapes du Tour de France)
  - Jacques Bossis (ancien porteur du maillot jaune)
  - Dimitri Champion (Champion de France)
  - Patrick Friou
  - André Trochut (vainqueur d'une étape du Tour de France)
- Football :
  - Louis Dugauguez
  - Dominique Rocheteau
- Kick-boxing :
  - Delphine Guénon
- Handball :
  - Yohann Ploquin
  - Hugo Kamtchop-Baril
- Rugby à XV :
  - Jean-Pierre Élissalde
  - Jean-Baptiste Élissalde
- Planche à voile :
  - Charline Picon (championne olympique 2016, championne du monde 2014 et championne d'Europe en 2013, 2014 et 2016)
  - Antoine Albeau
- Nautisme :
  - Yannick Bestaven
- Motocyclisme
  - Jean-Michel Baron
  - Éric Aubijoux

## Compétitions

### Automobile
- Rallye d'Automne
- Rallye de Saintonge

### Cyclisme
- Bordeaux-Saintes
- Tour Poitou-Charentes en Nouvelle-Aquitaine
- Tour cycliste de Charente-Maritime féminin
- Boucles de la Charente-Maritime

### Marathon55.
- Marathon de La Rochelle (2ème marathon de France avec toujours environ 7000 participants)
- Marathon Royan-Côte de Beauté
- Semi-marathon de La Rochelle

### Ultra-fond
- 48 heures pédestres de Surgères

### Équitation
- Jumping international de Saint-Palais-sur-Mer
- Jumping de Surgères